# محمد عيسى المؤدب
محمد عيسى المؤدب (مواليد 10 أكتوبر 1966) هو روائي وقاص وناقد تونسي من مواليد بلدة صاحب الجبل في مدينة الهوارية بالوطن القبلي. فاز بالجائزة الوطنيّة لأدب الشّباب في القصّة القصيرة في تونس عام 1995 عن مجموعته القصصيّة «عرس النّار»، وجائزة الكومار الذهبي للرواية العربية في تونس عام 2017 عن روايته «جهاد ناعم».

## الدراسة والعمل
تعلم محمد عيسي المؤدب بالمدرسة الابتدائية بصاحب الجبل، ثم الثانوى بمعهدى الهوارية وعزيز الخوجة بقليبية، حصل على الأستاذية في اللغة والحضارة العربية من كلية الأداب والعلوم الإنسانية بمنوبة في تونس، وأستاذ مباشر بالمعاهد الثانوية التونسية. عمل بالتدريس والصحافة الثقافية والإنتاج الإذاعي، كتب القصة القصيرة والرواية والمقال الأدبى، وأنتج برامج أدبية وثقافية في إذاعة تونس الثقافية والإذاعة الوطنية التونسية.

## كتب
| الاسم                              | النوع        | دار النشر                          | تاريخ النشر | عدد الصفحات | ردمك ISBN            | ملاحظات                                         | المصدر |
| ---------------------------------- | ------------ | ---------------------------------- | ----------- | ----------- | -------------------- | ----------------------------------------------- | ------ |
| عرس النّار                          | مجموعة قصصيّة | الدار العربيّة للكتاب               | 1995        | 96          |                      | الفائز بالجائزة الوطنية التونسية للقصة القصيرة  | [ 5 ]  |
| أيّة امرأة أكون                     | مجموعة قصصيّة | دار الأطلسيّة للنشّر                 | 1999        |             |                      |                                                 |        |
| في المعتقل                         | رواية        | دار الأطلسيّة للنشّر                 | 2013        | 168         | (ردمك 9789973471178) |                                                 |        |
| نصوص منسيّة في الأدب التونسي الحديث | نقد          | دار القلم                          | 2016        | 277         |                      |                                                 | [ 6 ]  |
| جهاد ناعم                          | رواية        | دار زينب للنّشر والتّوزيع            | 2017        | 260         |                      | الفائزة بجائزة الكومار الذهبي للرواية العربية   | [ 7 ]  |
| حمّام الذّهب                         | رواية        | مسكيلياني ودار مسعى للنّشر والتّوزيع | 2019        | 277         | (ردمك 9789938240818) | المرشحة لجائزة الجائزة العالمية للرواية العربية | [ 8 ]  |
| حذاء إسباني                        | رواية        | دار مسكلياني للنشر                 | 2021        | 307         |                      |                                                 | [ 9 ]  |

## مقالات
| الاسم                                             | المجلة          | تاريخ النشر |
| ------------------------------------------------- | --------------- | ----------- |
| بكاء طفل صغير                                     | الإتحاف         | ديسمبر 1990 |
| كارولينا                                          | الإتحاف         | يناير 1993  |
| سيرة امرأة لا تقرأ الفنجان                        | المسار          | ديسمبر 1998 |
| دانيالا                                           | المسار          | مارس 1999   |
| واقع الرواية التونسية الحديثة: الاعتقال والانعتاق | الحياة الثقافية | سبتمبر 2012 |